# Morasurco
Der Cerro Morasurco ist ein inaktiver Vulkan im Norden von Pasto. Er ist mit Wald bedeckt und ein beliebtes Wanderziel.